# Branko Vujović
Branko Vujović (født 20. april 1998) er en montenegrinsk håndboldspiller for TSV Hannover-Burgdorf og Montenegros herrehåndboldlandshold.
Han repræsenterede Montenegro ved det europæiske mesterskab i håndbold for mænd i 2020.